# Raión de Putyvl
Putyvl (en ucraniano: Путивльський район) es un raión o distrito de Ucrania en el óblast de Sumy. 
Comprende una superficie de 1100 km².
La capital es la ciudad de Putyvl.

## Demografía
Según estimación 2010 contaba con una población total de 29723 habitantes.

## Otros datos
El código KOATUU es 5923800000. El código postal 41500 y el prefijo telefónico +380 5442.